# Peter Spir
Peter Spir, född 6 november 1955, är en friidrottare från Kanada. Han deltog vid olympiska sommarspelen 1976.